# Liste der Fahnenträger der bolivianischen Mannschaften bei Olympischen Spielen
Die Liste der Fahnenträger der bolivianischen Mannschaften bei Olympischen Spielen listet chronologisch alle Fahnenträger bolivianischer Mannschaften bei den Eröffnungsfeiern Olympischer Spiele auf.

## Liste der Fahnenträger
| Mannschaft                | Veranstaltung | Fahnenträger (EF)            | Fahnenträger (AF)  |
| ------------------------- | ------------- | ---------------------------- | ------------------ |
| 1936 in Berlin            | Sommerspiele  | Alberto Conrad               |                    |
| 1956 in Cortina d’Ampezzo | Winterspiele  | René Farwig                  |                    |
| 1964 in Tokio             | Sommerspiele  | Fernando Inchauste           |                    |
| 1968 in Mexiko-Stadt      | Sommerspiele  |                              |                    |
| 1972 in München           | Sommerspiele  | Roberto Nielsen-Reyes        |                    |
| 1976 in Montreal          | Sommerspiele  |                              |                    |
| 1980 in Lake Placid       | Winterspiele  | Billy Farwig                 |                    |
| 1984 in Sarajevo          | Winterspiele  |                              |                    |
| 1984 in Los Angeles       | Sommerspiele  |                              |                    |
| 1988 in Calgary           | Winterspiele  | Guillermo Ávila              |                    |
| 1988 in Seoul             | Sommerspiele  | Katerine Moreno              |                    |
| 1992 in Albertville       | Winterspiele  | Guillermo Ávila              |                    |
| 1992 in Barcelona         | Sommerspiele  |                              |                    |
| 1996 in Atlanta           | Sommerspiele  | Policarpio Calizaya          |                    |
| 2000 in Sydney            | Sommerspiele  | Marco Condori                |                    |
| 2004 in Athen             | Sommerspiele  | Geovana Irusta               | Yobana Irusta      |
| 2008 in Peking            | Sommerspiele  | César Menacho                | Fadrique Iglesias  |
| 2012 in London            | Sommerspiele  | Karen Torrez                 | Claudia Balderrama |
| 2016 in Rio de Janeiro    | Sommerspiele  | Ángela Castro                | Ángela Castro      |
| 2018 in Pyeongchang       | Winterspiele  | Simon Breitfuss Kammerlander | Timo Grönlund      |
| 2020 in Tokio             | Sommerspiele  | Karen Torrez                 | Ángela Castro      |
| 2020 in Tokio             | Sommerspiele  | Gabriel Castillo             | Ángela Castro      |
| 2022 in Peking            | Winterspiele  | Simon Breitfuss Kammerlander | Volunteer          |
| 2024 in Paris             | Sommerspiele  | María José Ribera            | Guadalupe Tórrez   |
| 2024 in Paris             | Sommerspiele  | Héctor Garibay               | Héctor Garibay     |

Anmerkung: (EF) = Eröffnungsfeier, (AF) = Abschlussfeier

## Statistik
| Rang    | Sportart       | EF | AF | ∑  |
| ------- | -------------- | -- | -- | -- |
| 1       | Leichtathletik | 5  | 7  | 12 |
| 2       | Schwimmen      | 6  | 0  | 6  |
| 3       | Kanu           | 1  | 0  | 1  |
| 3       | Reiten         | 1  | 0  | 1  |
| 3       | Schießen       | 1  | 0  | 1  |
| Gesamt: | Gesamt:        | 14 | 7  | 21 |

| Rang    | Sportart    | EF | AF | ∑ |
| ------- | ----------- | -- | -- | - |
| 1       | Ski Alpin   | 6  | 0  | 6 |
| 2       | Skilanglauf | 0  | 1  | 1 |
| 2       | Volunteer   | 0  | 1  | 1 |
| Gesamt: | Gesamt:     | 6  | 2  | 8 |

| Rang    | Sportart       | EF | AF | ∑  |
| ------- | -------------- | -- | -- | -- |
| 1       | Leichtathletik | 5  | 7  | 12 |
| 2       | Schwimmen      | 6  | 0  | 6  |
| 2       | Ski Alpin      | 6  | 0  | 6  |
| 4       | Kanu           | 1  | 0  | 1  |
| 4       | Reiten         | 1  | 0  | 1  |
| 4       | Schießen       | 1  | 0  | 1  |
| 4       | Skilanglauf    | 0  | 1  | 1  |
| 4       | Volunteer      | 0  | 1  | 1  |
| Gesamt: | Gesamt:        | 20 | 9  | 29 |